# Blauhúster Puollen
De Blauhúster Puollen ook Blauhúster Poelen of oudere naam Blauwhuister Poelen, is een natuurgebied van 65 hectare tussen Blauwhuis en Oudega in de gemeente Súdwest-Fryslân. Het gebied bestaat uit drie boezemmeertjes It Fliet, Reidmar en Sipkemar en het vroegere boezemland van het Tsjesskar.
De Puollen zijn vanaf het water vrij toegankelijk en worden beheerd door It Fryske Gea. Het beheer bestaat vooral uit het zoveel mogelijk handhaven van de rust op het water. De weilanden worden niet bemest en laat in het jaar gemaaid en eenmaal nabeweid. De beide eilandjes in It Fliet zijn particulier eigendom.
Bijzondere planten zijn hier door de waterkwaliteit niet veel, het is des te geschikter als pleister- en foerageergebied voor watervogels. De smient komt hier veel voor, evenals de wintertaling, wilde eend en meerkoet. De rietgans, die in de omringende polders zijn voedsel zoekt, gebruikt de meertjes als slaapplaats. In "It Fliet" liggen twee eilandjes die eigendom zijn van particulieren.
Tussen Reidmar en Sipkemar ligt het boezemweiland van het Tsjesskar. Grutto's en tureluurs broedden hier vroeger veel, maar inmiddels is het boezemland weggezakt.
Aeltsjemar
· De Alde Feanen
· Bakkeveense Duinen
· Bancopolder
· Bekhofschaans
· Bjirmen
· Blauhúster Puollen
· Bocht fan Molkwar
· Botmar
· Bouwepet
· Buismans Einekoai
· Bûtenfjild
· Van Coehoornbosk
· Delleboersterheide
· Diakonieveen
· Dobbe Stienser Aldlân
· Dobben Hurdegarypsterwarren
· Dunegeaster- en Follegeasterpolder
· Dyksfearten
· Eanjumerkolken
· Easterskar
· Einekoai Piaam
· Einekoaien Lytse Geast
· De Fluezen
· Grikelân en Turkije
· Grutte Wielen
· Heide Hulstreed
· De Hon
· Huitebuersterbûtenpolder
· Joodse begraafplaats Tacozijl
· Joodse begraafplaats Noordwolde
· Kapellepôle
· Ketelermar
· Ketliker Skar
· Kobbelân
· Lendebos
· Lindevallei
· Liphústerheide
· Makkumersúdmar
· Makkumerwaarden
· Mandefjild
· Martenastate
· Meulebos
· Meulereed
· Mokkebank
· Mûntsebuorsterpolder
· Noard-Fryslân Bûtendyks
· 't Oerd
· Ottema Wiersma reservaat
· Park Huize Olterterp
· Park Jongemastate
· Peazemerlannen
· Petgatten De Feanhoop
· Polders Koarnwert
· Ringwiel
· Rysterbosk
· De Ryp
· Schaopedobbe
· Séfonsterpolder
· Sippen-finnen
· Skiedingsboskje
· Slachtedyk
· Steile Bank
· Stokersdobbe
· Sudermarpolder
· Syp Set
· Taconisbosk
· Tsjongerwâlen
· Teroelster Sipen
· Unlân fan Jelsma
· Van Asperen einekoaien
· Warkumermar
· Warkumerwaard
· 't West
· Wilhelmina-oard
· Ychtenerfeanpolder